# Lali Espósito
 Der er for få eller ingen kildehenvisninger i denne artikel, hvilket er et problem. Du kan hjælpe ved at angive troværdige kilder til de påstande, som fremføres i artiklen.

Mariana "Lali" Espósito (født 10. oktober 1991), som indspiller under navnet Lali, er en argentinsk skuespiller, sanger, danser, model og sangskriver.
Espósito begyndte sin karriere som skuespiller og sanger i 2003, da hun sluttede sig til rollebesætningen af tv-programmet Rincón de Luz, som er skabt af producenten Cris Morena. Hun havde andre efterfølgende bærende roller i serien Chiquititas og Floricienta og en hovedrolle i Casi Ángeles, sidstnævnte øgede hendes berømmelse i latinamerika, Mellemøsten og Europa.

## Karriere
Fra 2007 til 2012 var Espósito, sammen med fire andre medvirkende fra Casi Ángeles, en del af teen pop-bandet Teen Engle, som stammer fra serien. Gruppen blev en kommerciel succes internationalt, og turnerede over hele Argentina, men også lande som Israel, Spanien, Italien og latinamerika. Espósito har også sunget til soundtracks til serierne Rincón de Luz og Chiquititas. Efter hendes rolle i den mislykkede 2011 telenovela Cuando mig sonreís og hendes skildring af Abigail Williams, i Buenos Aires-produktion af The Crucible, fik Espósito sin filmdebut i La pelea de mi vida i 2012, hvor hun spillede sammen med Mariano Martínez og Federico Amador. I januar 2013 begyndte hun en rolle i tv-komedien Solamente Vos, hvor hun spillede datteren af Adrián Suar's karakter. I 2015 fik hun sin første hovedrolle på TV som "Esperanza" i filmen Esperanza mía. Filmens musikalbum indeholdte ni sange, hvor hun optrådte på, ud af de i alt 11 numre i soundtracket. For det har hun modtaget en platinum certificering i Argentina for at sælge mere end 40.000 eksemplarer.

## Kunstnerisk karriere

### 1998-2006: Hendes tidlige arbejde;Rincón de Luz,FloricientaogChiquititas
Espósito debuterede som sanger på soundtrack-albummet til Rincón de luz, Floricienta og Chiquititas. Disse albums var en kommerciel succes i Argentina og mange andre lande, især Israel.